# Turpin (Oklahoma)
Turpin – jednostka osadnicza w Stanach Zjednoczonych, w stanie Oklahoma, w hrabstwie Beaver.